# Жанаспай
Жанаспай (устар. Жаныспай) — река в России, протекает в Оренбургской области. Устье реки находится в 71 км по правому берегу реки Джарлы. Длина Жанаспая составляет 23 км.

## Данные водного реестра
По данным государственного водного реестра России, Жанаспай относится к Уральскому бассейновому округу. Водохозяйственный участок реки — Урал от Ириклинского гидроузла до города Орск. Речного подбассейна Жанаспай не имеет, его речной бассейн — Урал (российская часть бассейна).
Код объекта в государственном водном реестре — 12010000412112200003093.